# Bajazid II.
Bajazid II. (osmanskoturško بايزيد ثانى, latinizirano: Bāyezīd-i sānī, turško II.Bayezid, II.Beyazıt), sultan Osmanskega cesarstva od leta 1481 do 1512, * 3. december 1447, Dimetoka, Osmansko cesarstvo, † 26. maj 1512, Büyükçekmece, Osmansko cesarstvo. Bajazid II. je utrdil Osmansko cesarstvo, zatrl upor Safavidov in kmalu zatem prepustil prestol sinu Selimu I..

## Življenjepis

### Mladost
Rojen je bil v Dimetoki (sedaj Didymoteiho) v Trakiji kot najstarejši sin sultana Mehmeda II. (1451–1481) in Valide Sultan Mükrime Hatun, hčerke Dulejman Beja, šestega vladarja Dulkadirja. Turške ljudske pripovedi pravijo, da je bila Mükrime Hatun francoska princesa, ki jo je ugrabil Mehmed II.

### Borba za prestol
Bajazid se je za osmanski prestol boril z bratom Džemom, ki je imel podporo egiptovskih Mamelukov. Džem se je po porazu z bratovo vojsko umaknil na Rodos, kjer je dobil zaščito vitezov sv. Janeza in nazadnje tudi papeža Inocenca III. (1484–1492), ki je hotel Džema  izkoristiti za orodje, s katerim bi Osmane izgnal iz Evrope. Papežev križarski pohod je spodletel, Džema pa so v Neaplju vrgli v ječo, v kateri je leta 1495 umrl.

### Vladanje
Na prestol je prišel leta 1481. Bil je, tako kot njegov oče, velik pokrovitelj vzhodne in zahodne kulture, kar med sultani sicer ni bilo v navadi. Veliko truda je vložil v urejanje notranjih zadev cesarstva in zato dobil nadimek Velî (Sveti). Vodil je številne vojne pohode proti beneškemu despotatu Morea na Peloponezu, ki je bil po njegovem mnenju ključ za bodočo prevlado osmanske vojne mornarice v vzhodnem Sredozemlju. Zadnja v nizu teh vojn se je končala leta 1501 z osvojitvijo trdnjav v Mistri in Monemvaziji. Bajazid je islamski civilizaciji prizadel tudi nekaj težkih udarcev, ker je z zakonom prepovedal ves tisk v arabskem in turškem jeziku. Njegova prepoved je v islamskem svetu veljala do leta 1729. Bajazid se je med vladanjem veliko časa ukvarjal z upori na vzhodu, na primer upori kizilbašev. Upore je pogosto vzpodbujal perzijski šah Ismail, ki je bil goreč zagovornik šiitskega islama in zato nasprotnik Osmanskega cesarstva. Osmanska oblast je bila v tem obdobju resno ogrožena, Bajazidov veliki vezir Ali Paša pa je bil v eni od bitk proti upornikom ubit.

### Priseljevanje muslimanov in Judov
Leta 1492 je Bajazid poslal v Španijo svoje vojno ladjevje pod poveljstvom gusarja in admirala Kemala Reisa, da bi rešilo Arabce in sefardske Jude, ki jih je izgnala španska inkvizicija. Po celem cesarstvu je razglasil, naj jih prijazno sprejmejo. Beguncem je dovolil naselitev v cesarstvu, jim podelil osmansko državljanjstvo in hkrati zasmehoval ravnanje Ferdinanda II. Aragonskega in Izabele I. Kastiljske z besedami: "Ferdinanda si ga drznete imenovati modrega vladarja? Njega, ki je  spravil na beraško palico svojo državo in obogatil mojo?" Na guvernerje vseh svojih evropskih provinc je naslovil ferman, s katerim jim je ukazal, da jih ne smejo odkloniti, ampak prijateljsko in toplo sprejeti. Vsem tistim, ki bi z begunci slabo ravnali ali jih zavrnili, je zagrozil s smrtno kaznijo. Priseljeni Arabci in Judi so v državo prinesli nove ideje, metode in rokodelske veščine in mnogo prispevali h krepitvi moči Osmanskega cesarstva. Sefardski Judje so leta 1493 v Istanbul pripeljali prvo tiskarsko stiskalnico. Med Bajazidovim vladanjem so Judje v cesarstvu doživeli kulturni razcvet. Med njihovimi najbolj znanimi učenjaki so bili talmudist in znanstvenik Mordekaj Comtino, astronom in pesnik Solomon ben Elijah Sharbit ha-Zaha, Malkiel Cohen in liturgični pesnik Meneham Tamar. 

### Zadnja leta
14. septembra 1509 je Istanbul opustošil močan potres. Zadnja leta Bajazidovega vladanja so minila v nasledstvenih bojih med sinovoma Selimom I. in Şehzade Ahmedom. Ahmed je nepričakovano zasedel Karaman in začel prodirati proti Istanbulu, Selim pa je zaradi svoje varnosti organiziral upor v Trakiji. Bajazid je Selima  porazil in ga prisilil k begu na Krim, sam pa je v strahu pred izgubo prestola in smrtjo umaknil v Istanbul in Ahmedu prepovedal vstop v mesto. 
Selim se je vrnil s Krima in 25. aprila 1512 s podporo janičarjev prisilil očeta k odstopu. Bajazid se je nameraval umakniti v rodno Dimetoko, vendar je 26. maja 1512 na poti v Dimetoko v Büyükçekmeceju umrl. Pokopan je ob Bajazidovi mošeji v Istanbulu.